# Couloumé-Mondebat
Couloumé-Mondebat település Franciaországban, Gers megyében. Lakosainak száma 203 fő (2022. január 1.). Couloumé-Mondebat Aignan, Beaumarchés, Castelnavet, Lasserade, Louslitges, Loussous-Débat, Peyrusse-Vieille és Saint-Pierre-d’Aubézies községekkel határos.

## Népesség
A település népességének változása:
| Lakosok száma | 331  | 263  | 232  | 213  | 195  | 195  | 194  | 194  | 196  | 203  |
|               | 1968 | 1982 | 1990 | 2006 | 2013 | 2015 | 2017 | 2019 | 2020 | 2022 |